# Hugging Face
Hugging Face (pełna nazwa Hugging Face, Inc.) – francusko-amerykańskie przedsiębiorstwo z siedzibą w Nowym Jorku, które udostępniło platformę do tworzenia aplikacji wykorzystujących uczenie maszynowe. Firma jest szczególnie znana ze swojej biblioteki transformerów do przetwarzania języka naturalnego oraz platformy umożliwiającej użytkownikom udostępnianie modeli uczenia maszynowego i zestawów danych oraz prezentowanie swojej pracy.